# L'Anneau d'améthyste
 (octobre 2018).
Si vous disposez d'ouvrages ou d'articles de référence ou si vous connaissez des sites web de qualité traitant du thème abordé ici, merci de compléter l'article en donnant les références utiles à sa vérifiabilité et en les liant à la section « Notes et références ».
L'Anneau d'améthyste est un roman d'Anatole France publié en 1899. Il fait partie de l'Histoire Contemporaine, tétralogie dont il constitue le troisième volet.
Ce roman poursuit l’histoire de M. Bergeret ainsi que la candidature de l’abbé Guitrel à l’évêché de Tourcoing, ces deux thèmes ayant été entamés dès le premier livre de la tétralogie, L'Orme du mail. Les personnages sont pour la plupart présents dès ce premier livre et l'auteur ne redonne pas d'explication par la suite sur leur histoire.
Le roman se situe en pleine affaire Dreyfus.

## Résumé
Mme Bergeret ayant résolu de quitter M. Bergeret pour habiter chez sa mère (voir Le Mannequin d’osier) a le malheur de rendre visite à Mme Lacarelle pour un dernier adieu. M. Lacarelle, célébrité locale pour sa ressemblance (par la moustache) avec le chef gaulois Éporédorix a la réputation d’embrasser toutes les femmes qu’il rencontre. Mme Bergeret ne fait pas exception, mais elle croit à la sincérité de ce baiser et, dans l’état déprimé où elle se trouve, le rend au moment même où Mme Lacarelle paraît. Bref, Mme Bergeret quitte sa ville dans la honte, ce en quoi il est dit qu’elle est restée « un jour de trop ».
M. Bergeret, une fois sa femme partie, finit par se débarrasser de sa servante incompétente et alcoolique. Il en prend une autre, une certaine Angélique, qui pour soulager sa solitude lui fera cadeau d’un jeune chien du nom de Riquet, auquel M. Bergeret s’attachera.
M. Bergeret, comme dans les épisodes précédents, se trouve plongé dans des discussions ayant trait à l’actualité. Il est dreyfusard, simplement parce que cette cause lui paraît juste. L‘erreur judiciaire est également possible, même dans l’armée française. Bergeret est le symbole de la force et de la vérité du raisonnement dans un monde entraîné par la passion. Là où d’autres voient dans le dreyfusisme un affront à l’armée, lui ne voit qu’une protestation juste face à une erreur judiciaire. Sa vaste érudition lui permet de prendre du recul par rapport à l’événement, ce en quoi il peut du reste paraître pédant. Ses discours sont toujours décalés, ce qui ajoute un ton comique au récit ; il philosophe et cite les auteurs classiques tandis que dans la rue la foule passe en scandant des insultes contre les dreyfusards.
Ils sont une poignée à être dreyfusards dans la ville, et le recteur de l’Université en fait partie, ce qui vaut à M. Bergeret de rentrer dans ses bonnes grâces et enfin d’être nommé professeur titulaire. À la fin du livre, il est même nommé à Paris ; il réalise alors qu’il est lui aussi capable de s’attacher aux êtres et aux choses et ce départ sera un arrachement.
Se poursuit également l’histoire de la jeune Honorine qui (à l’instar de Bernadette Soubirous dont elle est une caricature) a des visions de la Vierge. On y apprend qu’elle a un amant avec lequel elle ne pratique pas l’abstinence, bien au contraire, ce qui embarrasse assez le clergé. On décide de ne plus faire aucune publicité à son propos.
La candidature de M. l’abbé Guitrel va prendre un tour particulier avec l’intervention de la famille Bonmont, d’origine israélite mais convertie au catholicisme. Mme Bonmont, veuve du baron Bonmont, a un jeune amant, Raoul Marcien, lequel est violemment antidreyfusard ce dont elle souffre.
Néanmoins les Bonmont cherchent à s’intégrer davantage dans la bonne société. Ils font le don d’un ciboire aux Brécé afin d’en décorer l’église locale. Le duc de Brécé, antisémite même envers les convertis, se contente de renvoyer une carte de remerciement. La mère et le fils Ernest se demandent comment se faire accepter de cette noblesse, d’autant qu’Ernest a fort envie d’obtenir le « bouton », une décoration qui lui permettra d’être invité aux parties de chasse du duc. Lui vient alors l’idée de pousser la candidature de l’abbé Guitrel, pour lequel les Brécé militent également. Le jeune Ernest se lie d’amitié au régiment avec Gustave Dellion, dont le frère Philippe est amant d’une certaine Mme Clotilde de Gromance qui elle-même connaît le ministre du culte M. Loyer (en cette période de concordat, les évêques étaient nommés par le pape à partir d’une liste établie par le gouvernement français). Elle usera de son charme sur M. Loyer (qui a par ailleurs passé l’âge de la gaudriole mais s’en trouve flatté). Elle ignore que Mme Worms-Clavelin milite aussi dans le même sens auprès de Maurice Cheiral, neveu et chef de cabinet du ministre : elle devra donner son corps au jeune Cheiral afin que, c’est du moins ce qu’il prétend, l’abbé Guitrel fasse partie de la liste des candidats agréés : la chose aura lieu dans un fiacre, en une saisissante parodie de la scène du fiacre de Madame Bovary.
Ainsi l’abbé Guitrel est reçu par M. Loyer, intrigué de voir un homme d’Église appuyé par tant de belles femmes (Mme Bonmont vient également de lui rendre visite). L’abbé Guitrel fait bonne impression et quelques mois plus tard est nommé évêque grâce à l’appui de ces dames.
Dans le dernier chapitre, Mgr Guitrel, reniant les assurances verbales qu'il avait données au ministre Loyer, adresse une lettre ouverte au président de la République pour protester contre le relèvement des taxes et impôts dont sont frappées par décret les institutions religieuses. Sera-t-il relevé de ses fonctions ?